# 柚餅子総本家中浦屋
柚餅子総本家中浦屋（ゆべしそうほんけなかうらや）は、石川県の和菓子製造・販売業者。能登地方の名産品である丸柚餅子（まるゆべし）で知られる。

## 沿革
1910年（明治43年）、鳳至郡輪島町（現・輪島市）で創業。1988年に株式会社に移行した。
2007年の能登半島地震では、工場が半壊する被害を受けた。震災からちょうど一年後の3月25日に輪島朝市通りに工場を移転稼働、新店舗として本町店も併設して営業を開始した。
2013年には金沢市安江町の町屋を改修した柚餅子専門店「金沢ゆべし中浦屋」を開業、金沢市に初出店した。
また、同年公開の映画『武士の献立』の作中に登場する柚餅子の製作に協力している。
2018年、能登産の牛乳と卵を用いた「輪島プリン」専門店を輪島朝市に出店。観光客の減少に歯止めをかけるよう、幅広い層に好まれる商品として開発した。
2024年、能登半島地震で朝市通りにあった1店舗が焼失。被災者向けに在庫の菓子の無償提供を行った。